# Pachomius dybowskii
Pachomius dybowskii är en spindelart som först beskrevs av Władysław Taczanowski 1871.  Pachomius dybowskii ingår i släktet Pachomius och familjen hoppspindlar. Inga underarter finns listade i Catalogue of Life.